# Німецькі органні школи

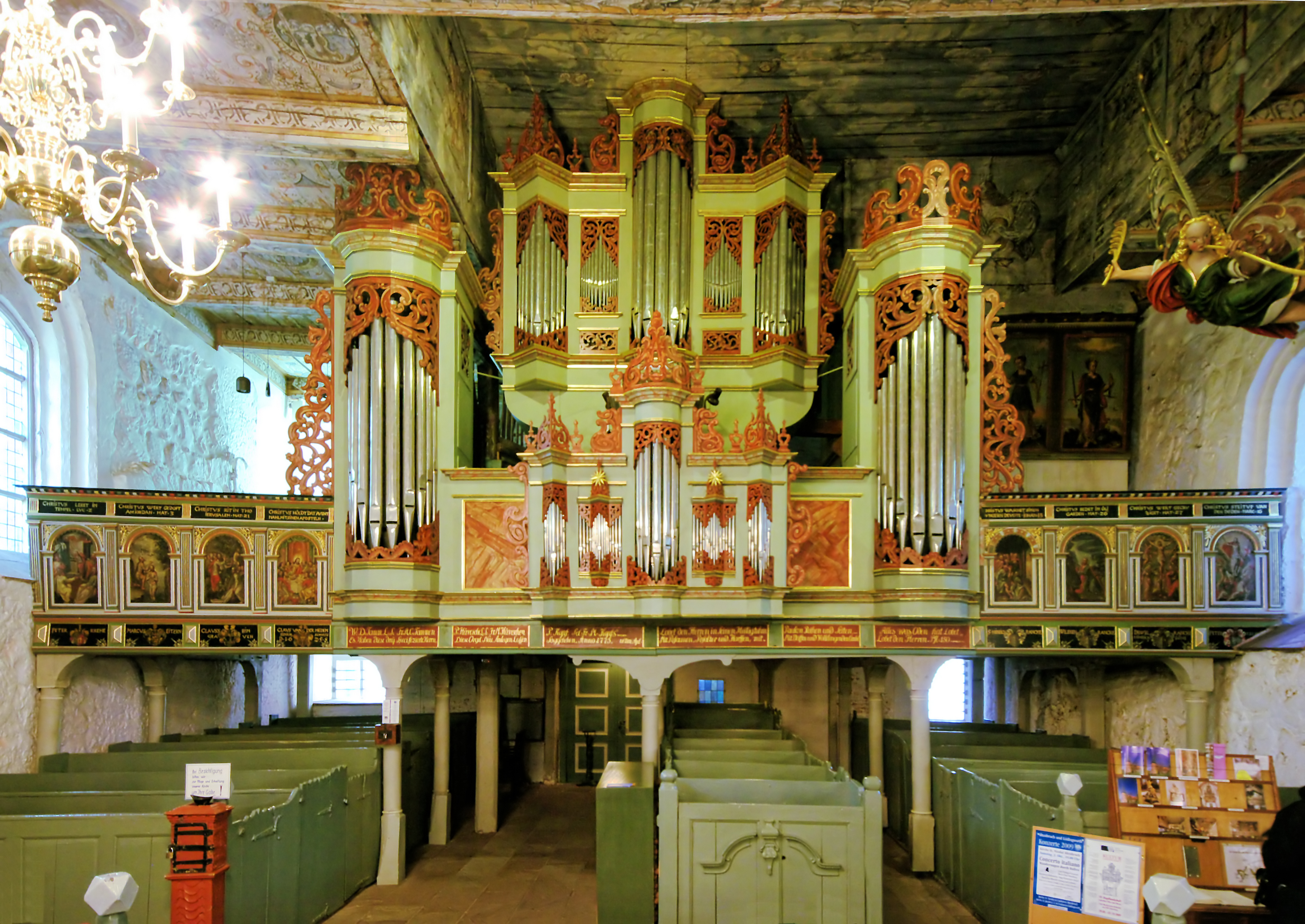
Орган побудований Арпом Шнідгером в Куксгафені (1682–1683 р.). Подібні органи вважають зразковими для виконання музики північнонімецьких майстрів.

Німецьких органних композиторів XVII століття можна розділити на дві основні школи: північнонімецьку школу та південнонімецьку школу (іноді додається ще третя школа, середньонімецька). Стилістичні відмінності були спричинені не лише традиціями вчителів та учнів і міжнародними впливами, а й окремими особливостями органобудування: північні органи зазвичай мають різницю звучання з наголосом на педаль, тоді як південні та австрійські інструменти зазвичай або не мають подібної різниці, або ж підкреслюють мануали.

## Північнонімецька органна школа

### Огляд
Північнонімецька органна школа (нім. Norddeutsche Orgelschule) — стиль і період німецької органної музики, що зародився в XVII столітті і досяг свого розквіту до середини XVIII століття. Характеризується частою зміною мануалів, використанням великого спектру регістрів та активною роллю педалі.
Поштовхом для розвитку школи стали напрацювання в галузі органного виконавчого мистецтва голландця Яна Свелінка та розвиток органобудування, насамперед Ганса Шерера-старшого, Ганса Шерера-молодшого та Арпа Шнітгера. В першій половині XVII століття органна школа застрягла у розвитку, так як голландські композитори після Свелінка були або не на його рівні, або створили занадто мало композицій, щоб залишити якийсь значний слід в історії європейської музики. Тому вплив Свелінка був перш за все важливим у Німеччині, а його учні Генріх Шайдеман та Самуель Шейдт стали першими великими композиторами.
Пізніші представники, такі як Франц Тундер, Георг Бем і Йоганн Адам Райнкен, розвинули гармонійно і ритмічно складний стиль імпровізації. Такі форми, як органна прелюдія (багатосекційні композиції з численними ефектами та мелізмами, та складним контрапунктом) і хоральна фантазія розроблені майже виключно північнонімецькими композиторами. Твори Дітріха Букстегуде є вершиною цієї традиції, прелюдії і токати становлять основу його творчості. Ніколаус Брунс був найважливішим з учнів Букстегуде, але він рано помер, і збереглося лише кілька його творів.
Центром розвитку стилю став Гамбург та його околиці, зокрема Любек, Бремен, Люнебург і Штаде, хоча, незважаючи на назву, стиль дав паростки й у Данії та Швеції.

### Представники
До основних композиторів, які репрезентують північнонімецьку органну школу (у хронологічному порядку) належать:

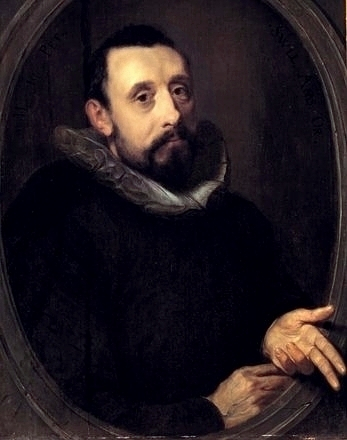
Ян Свелінк
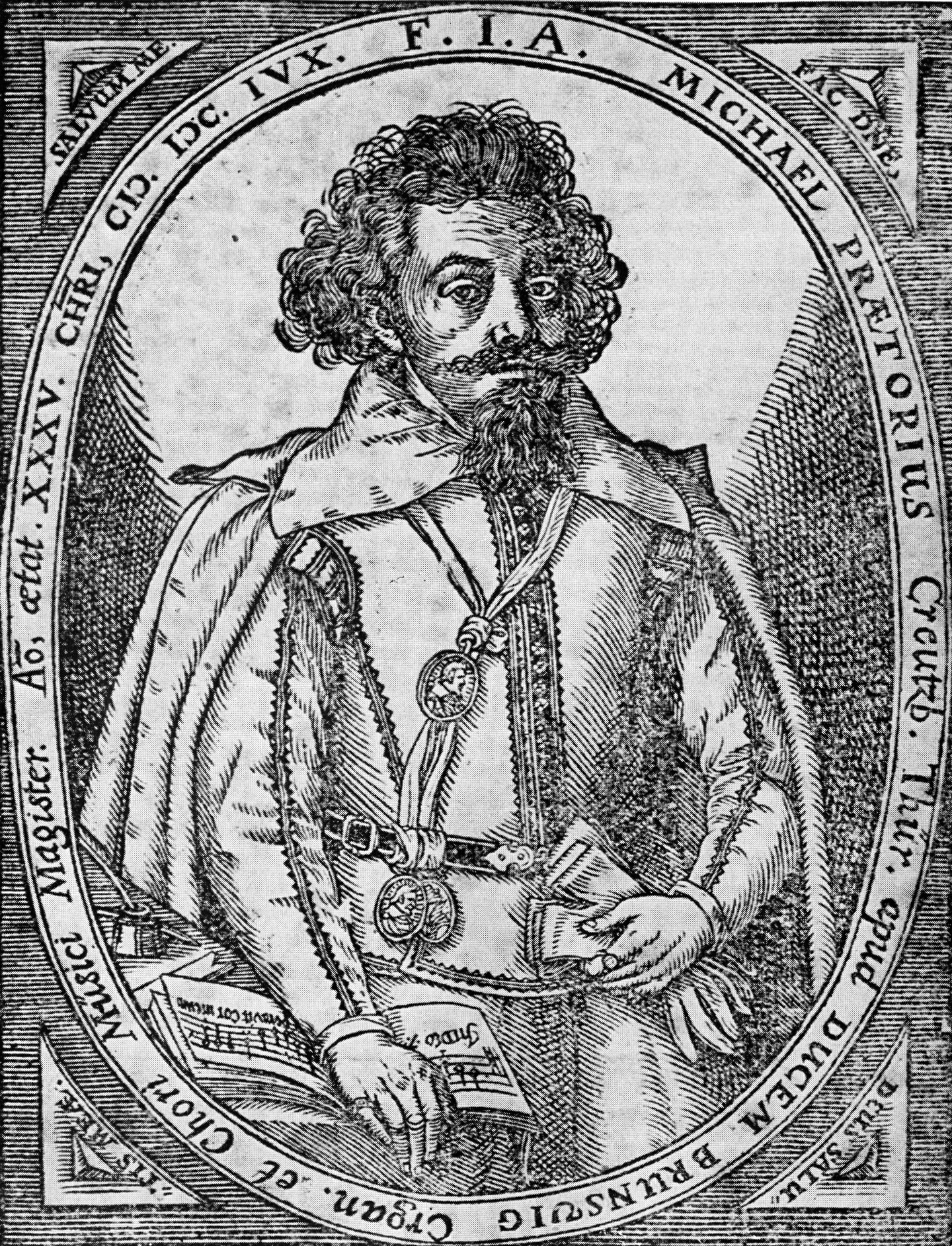
Міхаель Преторіус
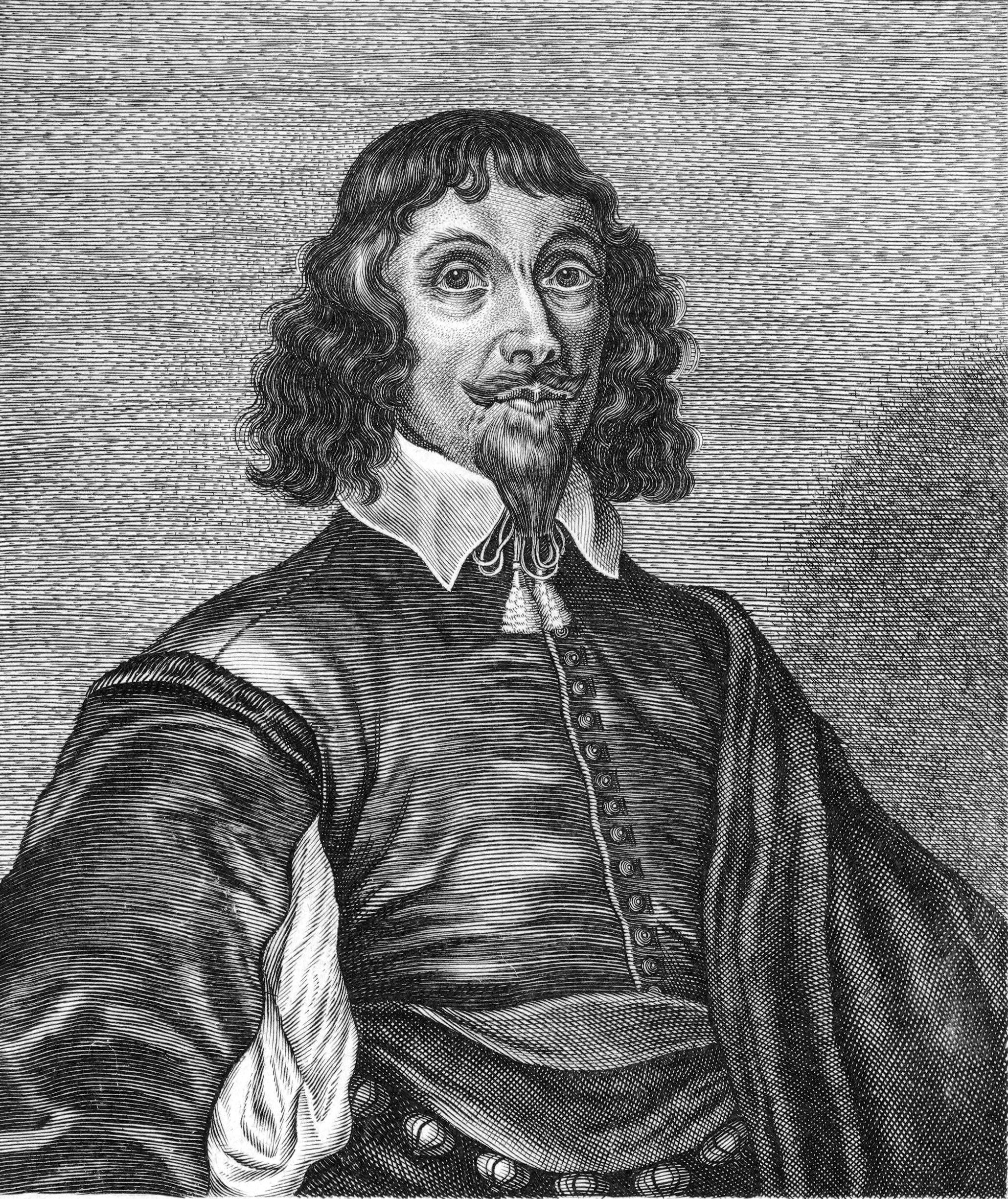
Генріх Шайдеман
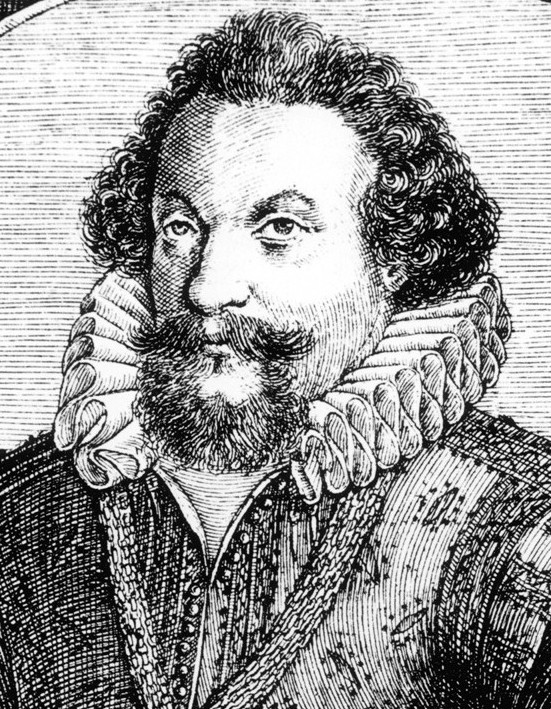
Самуель Шейдт
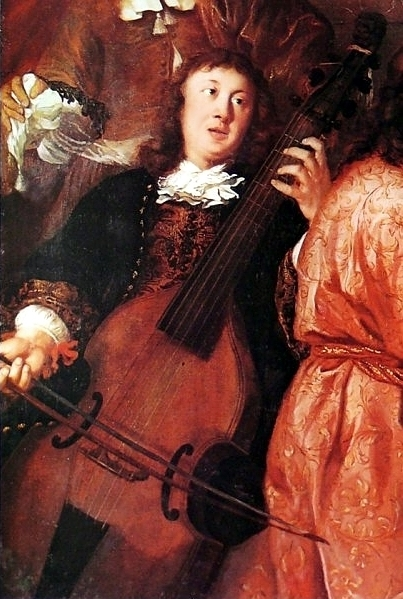
Дітріх Букстегуде
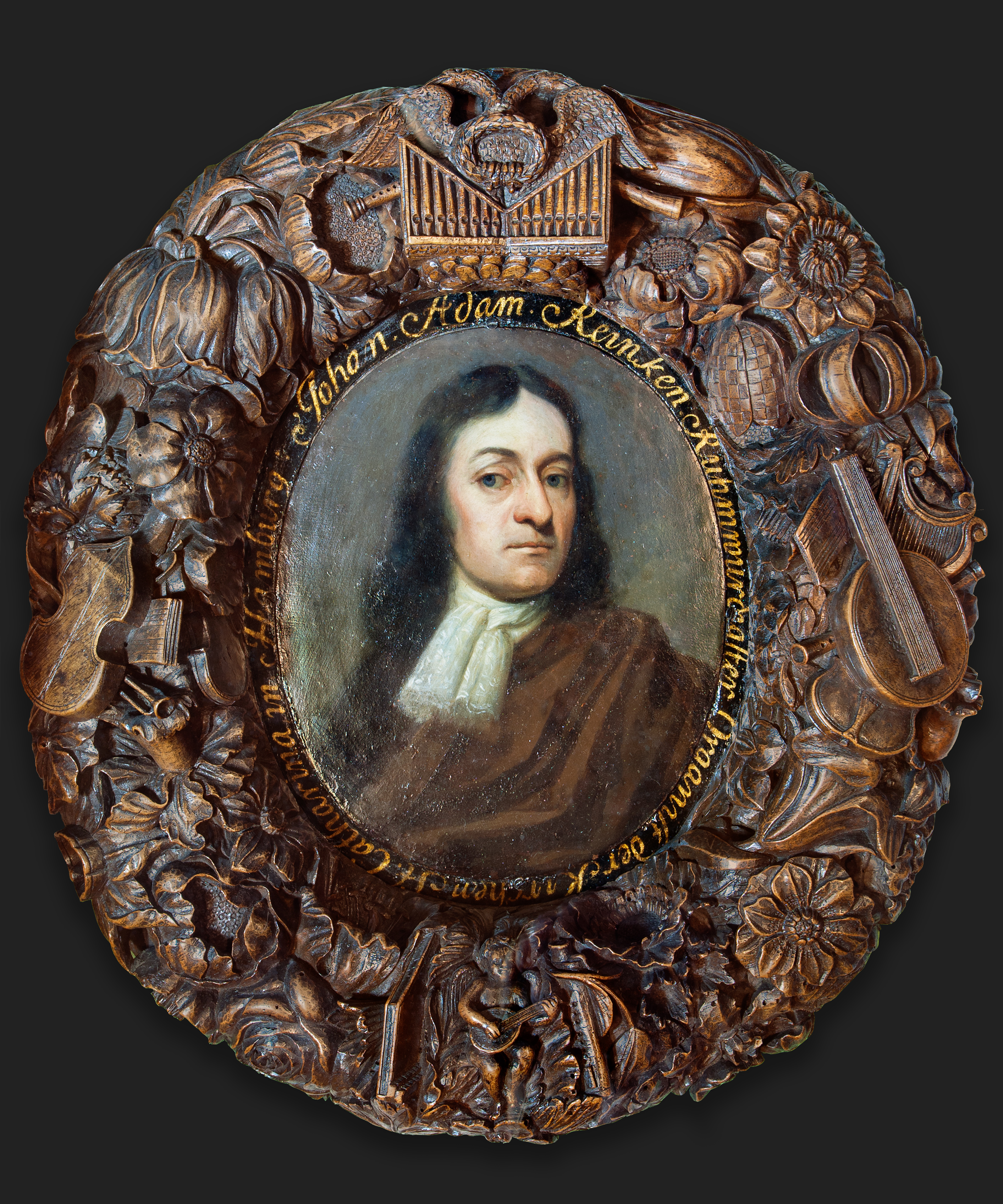
Йоганн Адам Райнкен
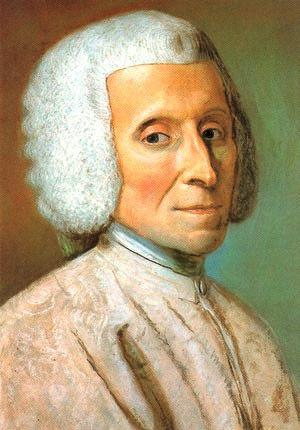
Вінсент Любек
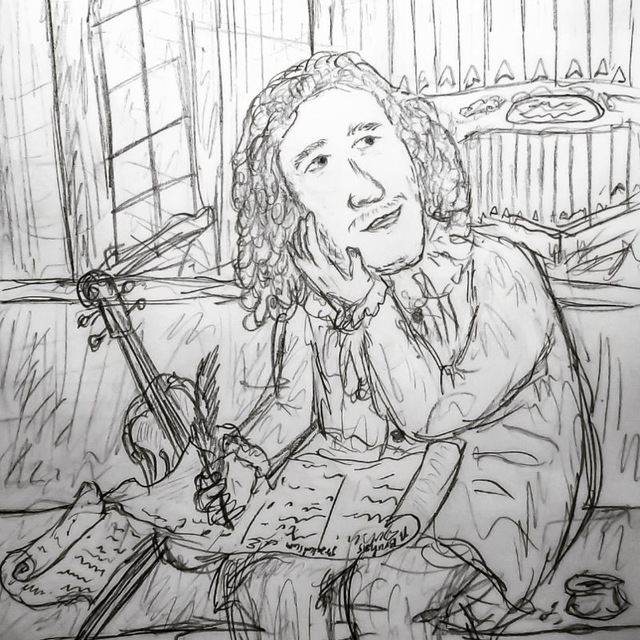
Ніколаус Брунс

- Ян Свелінк (1562–1621) — засновник
- Міхаель Преторіус (бл. 1572–1621)
- Пітер Гассе (бл. 1585–1640)
- Генріх Шайдеман (бл. 1596–1663)
- Самуель Шейдт (1587–1657)
- Дельфін Штрунк (бл. 1601–1694)
- Ніколаус Гассе (до 1617–1670)
- Франц Тундер (1614–1667)
- Маттіас Векман (бл. 1621–1674)
- Дітріх Букстегуде (бл. 1637–1707)
- Йоганн Адам Райнкен (1643–1722)
- Андреас Кнеллер (1649–1724)
- Вінсент Любек (1654–1740)
- Георг Бем (1661–1733)
- Ніколаус Брунс (1665–1697)
- Арнольд Маттіас Брункгорст (бл. 1670–1725)
- представники сім’ї Бахів

## Південнонімецька органна школа

### Огляд
Південнонімецька органна школа (нім. Süddeutsche Orgelschule) — стиль і період німецької органної музики, що існував в період з кінця XVII до середини XVIII століття. Традиції півдня сформували композитори, які подорожували Італією або навчалися у італійських майстрів, а найбільш значущим представником є Йоганн Пахельбель.
Першим важливим південним був Йоганн Якоб Фробергер, який відвідав Італію та Францію та розвинув італійські мотиви у своїх токатах (під впливом Джироламо Фрескобальді та інших) та ідеї французьких лютнистів у стилі brisé у своїх клавесинних сюїтах — він також був першим, хто створив стандартну модель сюїти, яку пізніше стала загальноприйнятою. У Фробергера не було жодних значущих учнів, але інший важливий житель півдня, Йоганн Каспар Керль, здобув славу як педагог і вплинув на багатьох композиторів. Керль навчався в Італії та відвідав багато інших регіонів Європи і зіграв вирішальну роль на становлення творчості Пахельбеля, чиї твори є вершиною південнонімецької традиції.
Типові південнонімецькі органи відрізнялися від своїх північних побратимів і могли мати лише десяток-два регістрів, іноді й без педалі, як і багато італійських інструментів. Музика південнонімецьких композиторів загалом більше концентрується на мелодії, гармонійній чіткості та звучанні. У жанровому відношенні були прийняті італійські моделі, що привели до виникнення особливої манери імпровізаційних прелюдій і нових морм: чакон і пасакалій.

### Представники
До основних композиторів, які репрезентують південнонімецьку органну школу (у хронологічному порядку) належать:

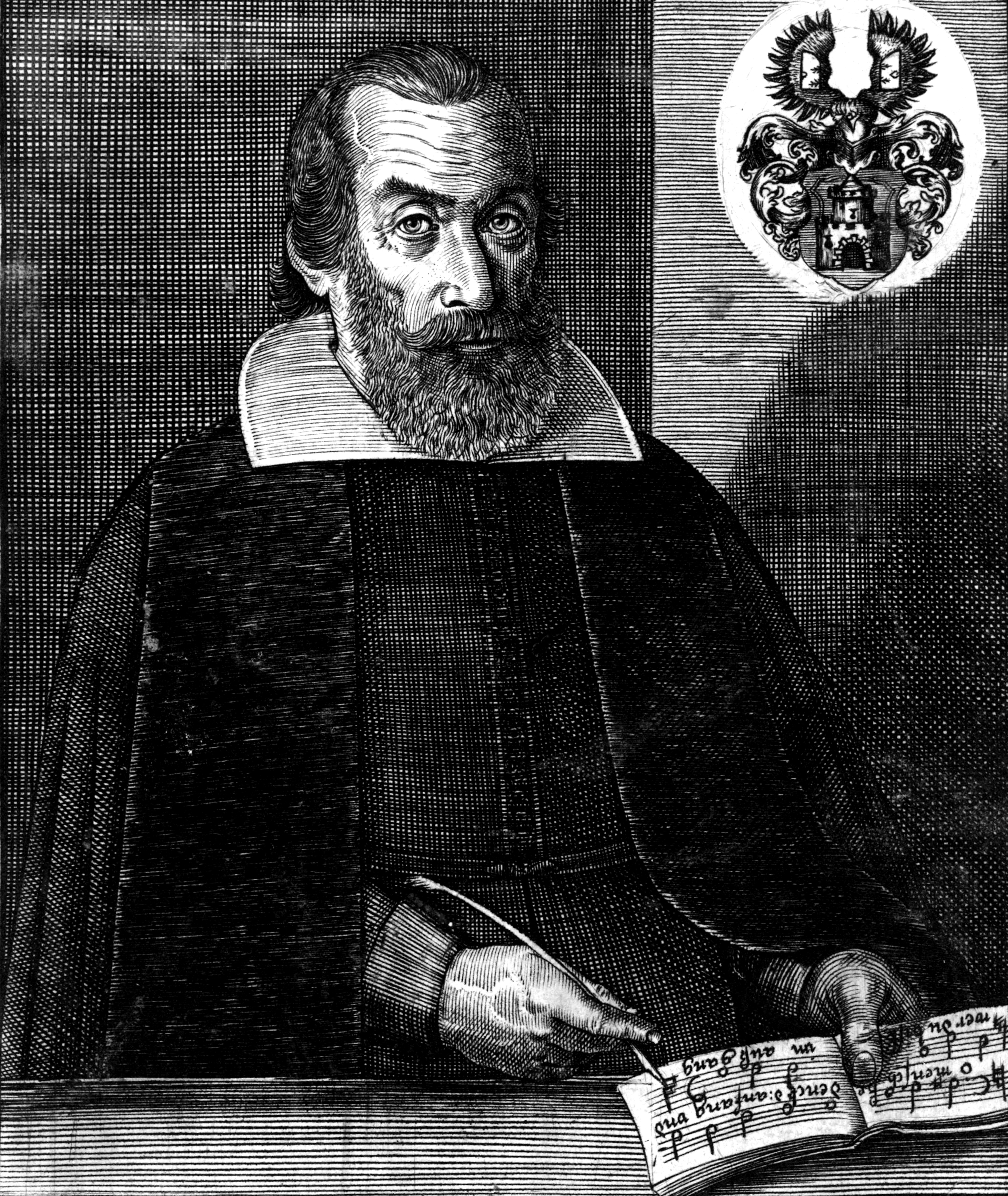
Йоганн Штаден
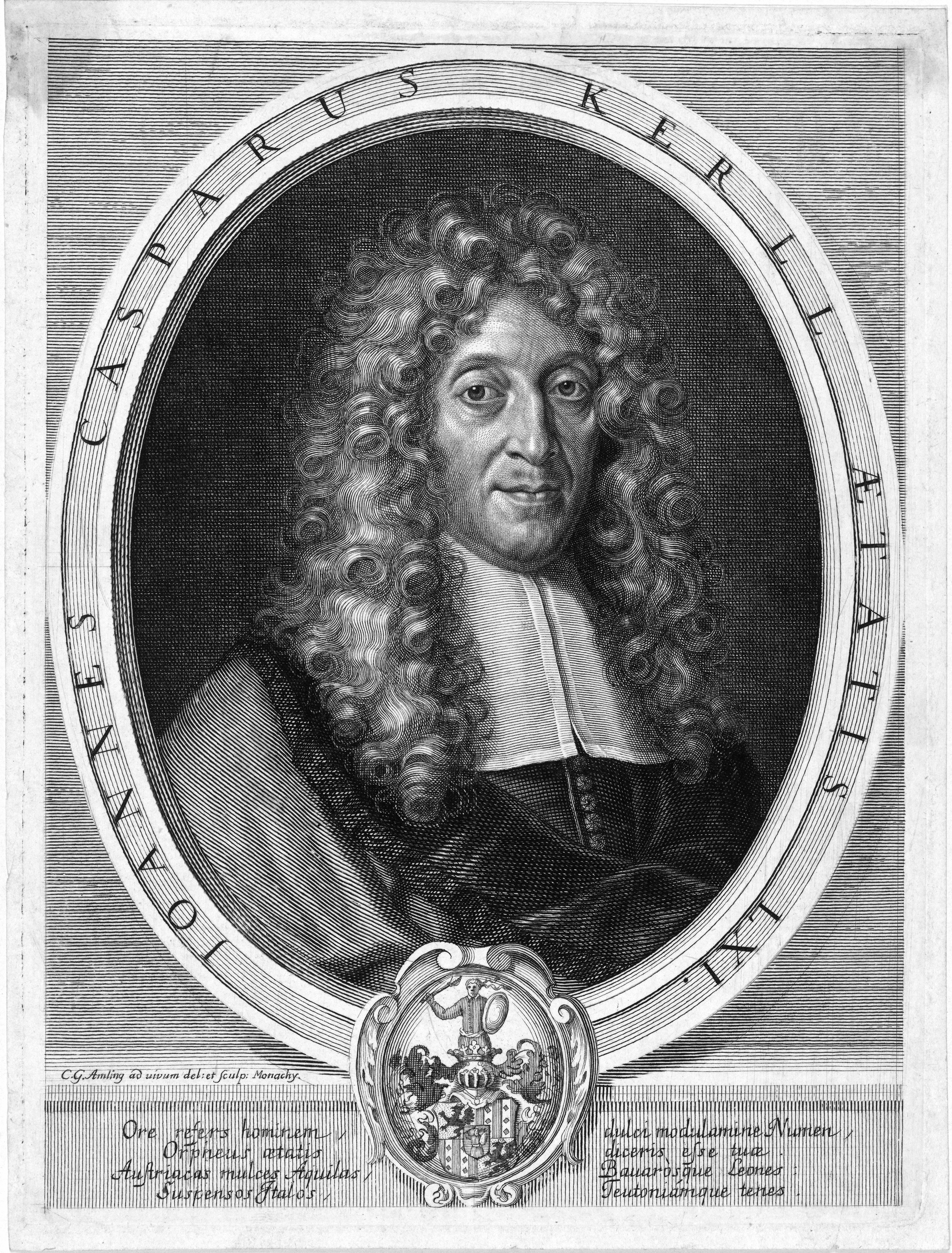
Йоганн Каспар Керль

- Йоганн Штаден (1581–1634)
- Йоганн Якоб Фробергер (1616–1667)
- Йоганн Каспар Керль (1627–1693)
- Йоганн Філіп Крігер (1649–1725)
- Йоганн Крігер (бл. 1652–1735)
- Ґеорґ Муффат (1653–1704)
- Йоганн Пахельбель (1653–1706)
- Йоганн Каспар Фердинанд Фішер (бл. 1656–1746)